# Wang Ao (velký sekretář a básník)
Wang Ao (čínsky pchin-jinem Wáng Ào, znaky 王鏊; 1450–1524) byl politik, esejista a básník čínské říše Ming. Jako politik dosáhl za vlády císaře Čeng-te místa velkého sekretáře, jako esejista vynikl ve skládání osmidílných esejů.

## Jméno
Wang Ao používal zdvořilostní jméno Ťi-č’ (čínsky pchin-jinem Jìzhī, znaky zjednodušené 济之, tradiční 濟之) a pseudonym Šou-si (čínsky pchin-jinem Shǒuxī , znaky 守溪). Obdržel posmrtné jméno Wen-kche (čínsky pchin-jinem Wénkè, znaky 文恪, volně Kultivovaný a čestný).

## Život
Wang Ao pocházel ze Su-čou, narodil se roku 1450. Pocházel z úřednické rodiny a ve snaze o úřední kariéru studoval konfucianismus, úřednickými zkouškami prošel vynikajícím způsobem – byl první v provinčních (1474) i metropolitních (1475) zkouškách a prvenství v nejvyšším stupni úřednických zkoušek, palácových zkouškách, mu uniklo jen kvůli ovlivnění hodnocení jeho eseje ze strany Šang Lua, předsedy zkouškové komise. Šang Lu totiž „tři prvenství“ získal (jako jediný za tři staletí trvání říše Ming) a nechtěl aby někdo jiný získal stejné prestižní postavení. Proto na první místo prosadil Sie Čchiena. Na Wang Aově úspěchu mělo podíl jeho mistrovství v psaní esejů ve formě osmidílného eseje. Od druhé poloviny 80. let působil Wang Ao ve zkušebních komisích metropolitních zkoušek a jeho eseje se staly vzorem pro studenty, i proto se osmidílný esej rozšířil a začal být od kandidátů vyžadován. Sám Wang Ao přitom považoval osmidílný esej za příliš jednostrannou literární formu, než aby v ní mohli uspět všichni nadaní kandidáti a opakovaně žádal o rozšíření programu zkoušek o poezii a popisné básně fu, případně o mimořádné zkoušky z poezie, historie a filozofie.
Po složení zkoušek sloužil v akademii Chan-lin, v letech 1506–1509 zastával vysokou funkci velkého sekretáře.
Roku 1509 byl odvolán a odešel na odpočinek do rodného Su-čou. Zde psal poezii a těšil se velké vážnosti. Zemřel roku 1524, za své zásluhy od císaře (Ťia-ťinga) obdržel posmrtné jméno Wen-kche, „Kultivovaný a čestný“.